# Piper relictum
Piper relictum är en pepparväxtart som beskrevs av Lekhak, Kambale & S.R.Yadav. Piper relictum ingår i släktet Piper och familjen pepparväxter. Inga underarter finns listade i Catalogue of Life.